# Поповка (Рузаевский район)
Поповка — деревня в составе  Сузгарьевского сельского поселения Рузаевского района Республики Мордовия.

## География
Находится у речки Левжа на расстоянии примерно 6 км на северо-восток по прямой от районного центра города Рузаевка.

## История
Известна с начала XIX века, так как обозначена на карте Саранского уезда за 1805 год.  
Название произошло от фамилии бывших владельцев. 
Согласно "Списку населённых мест Пензенской губернии" за 1869 год, в Поповке было 7 дворов и жило 66 человек обоего пола. 
По "Памятной книжке Пензенской губернии" за 1889 год, в Поповке проживало 96 человек.  
Из "Списка населённых мест Средне-Волжского края", изданного в 1931 году известно, что в Поповке на тот момент было 27 хозяйств и жило 155 человек. Преобладающая народность - русские.                           

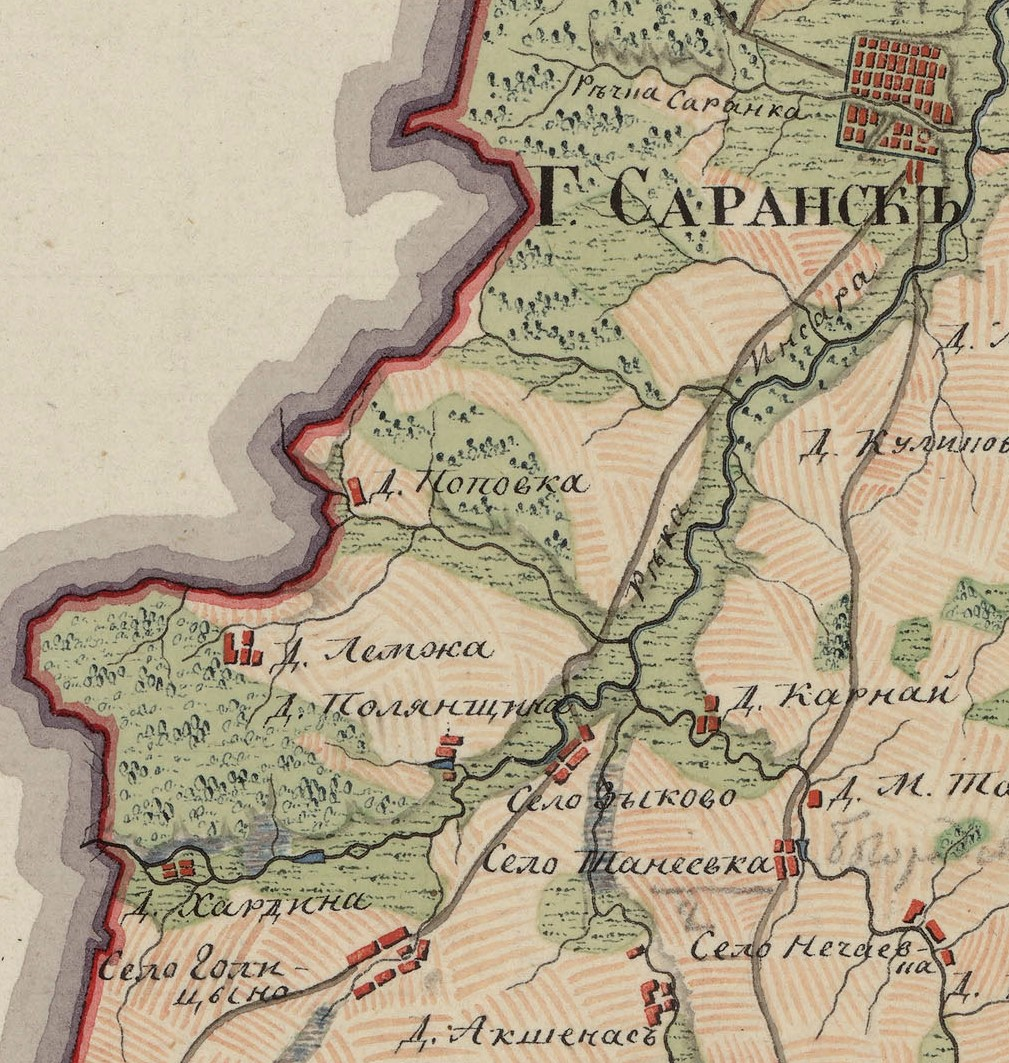
Карта Саранского уезда, 1805 год

## Население
Постоянное население составляло 2 человека (русские 100%) в 2002 году, 11 в 2010 году, 14 в 2020 году.